# Bathophilus digitatus
Bathophilus digitatus és una espècie de peix de la família dels estòmids i de l'ordre dels estomiformes.

## Morfologia
- Els mascles poden assolir 17 cm de longitud total.[4]

## Hàbitat
És un peix marí i d'aigües profundes que viu entre 75-550 m de fondària.

## Distribució geogràfica
Es troba a l'Atlàntic oriental (davant Gibraltar, des de Madeira fins a Sierra Leone, i, també, a Sud-àfrica), l'Atlàntic occidental central (Bermuda, les Bahames i des de Cuba fins a les Petites Antilles), l'Índic i el Pacífic.